# Ramona (filme)
Ramona é um filme mudo de curta metragem norte-americano, de 1910, dirigido por D. W. Griffith, baseado em romance de Helen Hunt Jackson.

## Elenco principal
- Mary Pickford ... Ramona
- Henry B. Walthall ... Alessandro
- Francis J. Grandon ... Felipe
- Kate Bruce	... mãe
- W. Chrystie Miller